# غرييج (أين)
غرييج (بالفرنسية: Grièges)‏ هي بلدية فرنسية تقع في إقليم الأين في فرنسا. رمز إنسي لها هو:1179. أما الرمز البريدي لها فهو: 1290.

## أعلام
- غوستاف لامبرت